# Język ongota
Język ongota (ifa, pejoratywnie: birale, birayle, birelle, shanquilla) – prawie wymarły język z rodziny afroazjatyckiej używany przez kilkanaście głównie starszych osób w wiosce położonej przy rzece Weito w południowo-zachodniej Etiopii.
Jego przynależność do rodziny afroazjatyckiej pozostaje niepewna, niejasna jest również pozycja ongota pośród tych języków. Według innej propozycji chodzi o język izolowany. Znalazł się pod presją języka tsamai (tsamako) i zdążył przejąć bardzo wiele jego elementów. Znaczna część składni i leksyki tego języka daje się powiązać z tsamai, przy czym nasilenie wpływów różni się w zależności od użytkownika.